# إيرني مورلي
إيرني مورلي (بالإنجليزية: Ernie Morley)‏ (11 سبتمبر 1901 في المملكة المتحدة - ) هو مدرب كرة قدم ولاعب كرة قدم بريطاني في مركز الدفاع. لعب مع سوانزي سيتي.

## وصلات خارجية
- إيرني مورلي على موقع قاعدة بيانات كرة القدم.إي يو (الإنجليزية)
- إيرني مورلي على موقع ناشيونال فوتبول تيمز (الإنجليزية)